# ویدیوپروژکتور

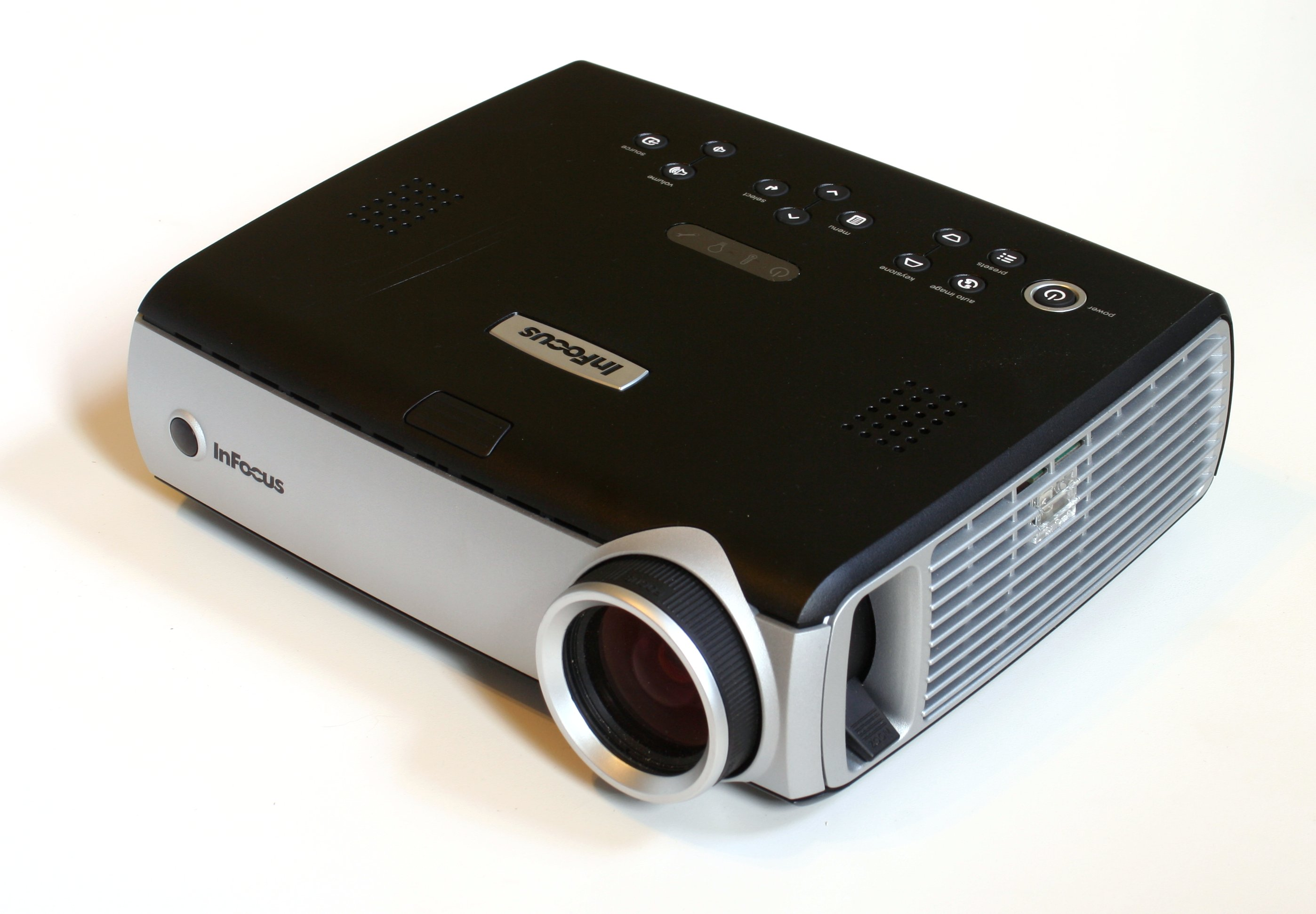
پروژکتور DLP InFocus IN34.

ویدیوپروژکتور (به انگلیسی: Video projector) یا فراتاب ویدیو دستگاهی است که برای نمایش تصاویر انفورماتیک روی یک پرده یا دیوار سفید استفاده می‌شود. با رشد سریع تکنولوژی در انتشار اطلاعات و ارتباطات در این ۱۰سال اخیر شرکت، مدارس، دانشگاه و دیگر ارگان‌ها برای سادگی در آموزش از این سیستم استفاده می‌کنند.

## داستان ثبت اختراع
فردی به نام «چارلز فرانسیس جنکینز» آنچه را که بعدها پروژکتور نام گرفت، یعنی دستگاهی که نوار مجموعه‌ای از عکسهای به هم چسبیده را با سرعت یک بیست و چهارم ثانیه نشان می‌دهد، اختراع کرد. اما حامی مالی وی این دستگاه را دزدید و آن را به شرکت بزرگی که صاحب سالن‌های تئاتر و سینما بود فروخت.
این شرکت آن را «ادیسون ویتاسکوپ» نامید فقط به این خاطر که در آن زمان اسم ادیسون مشهور بود و می‌توانست به موفقیت این دستگاه کمک کند. آنچه که بعدها از قبل اختراع این دستگاه به توماس ادیسون نسبت داده می‌شد در حقیقت نتیجه یک دزدی آشکار بود.

## دسته‌بندی
دیتا پروژکتورها اصولاً به دو دسته DLPو 3LCD تشکیل شده‌اند.
دیتا پروژکتورهای 3LCD تصاویر را واضح تر، پرنورتر و با غلظت رنگ بیشتر نمایش می‌دهند. هرچند این ویژگی باعث یک مشکل بزرگ به نام مشاهده شدن پیکسل‌ها می‌شود.
در مشخصه روشنایی ویدئو پروژکتور در سایت‌ها، فقط نور سفید دستگاه ذکر می‌شود و روشنایی نور رنگی ذکر نمی‌شود. باید توجه داشت که نور سفید و رنگی در تکنولوژی 3LCD برابر عدد تعیین شده‌است ولی در تکنولوژی DLP، روشنایی نور سفید فقط ذکر می‌شود و روشنایی نور رنگی تقریباً ۱/۳ نور سفید است که اصلاً ذکر نمی‌شود. از این جهت تعداد رنگ‌ها در تکنولوژی 3LCD، سه برابر رنگ‌های با دستگاه‌های مبتنی بر تکنولوژی DLP می‌باشد.
در DLPها از یک چیپ برای تولید رنگ‌ها استفاده شده‌است. به همین دلیل از DLPها بیشتر برای مصارف سازمانی و آموزشی که کیفیت رنگ‌ها در اولویت قرار ندارد استفاده می‌شود.
DLPهای قدیمی تر یک مشکل بزرگ به اثر رنگین کمان دارند که در اثر قاطی شدن رنگ‌ها به وجود می‌آید.

### مزایای دیتا پروژکتور DLP
- در DLPها پدیده Screen Door کمتر به چشم می‌خورد.
- تصاویر صاف تری ارائه می‌دهند.
- رنگ سفید را با عمق بالایی نمایش می‌دهند.
- به دلیل استفاده از قطعات کمتر، عمر بیشتری نسبت به 3LCDها دارند.

### مزایای دیتا پروژکتور 3LCD
- 3LCDها نور بیشتری نسبت به DLPها دارند. یعنی با وجود داشتن لامپ یکسان، تصویر روشن تری تولید می‌کنند.
- غلظت رنگ بالایی و تصویر جذاب تری دارند. اگر یک 3LCD سه هزار لومنی را در کنار یک DLP سه هزار و ششصد لومنی قرار دهید و تصویری رنگی را در هر دو پروژکتور نمایش دهید، بیننده 3LCD را انتخاب خواهد کرد.

در مجموع DLPها برای مصارف تجاری و آموزشی و 3LCDها برای مصارف خانگی، بازی و فیلم مناسب تر هستند.